# BTR-EMS-AKG Janakeeya Samskarika Vedi
BTR-EMS-AKG Janakeeya Samskarika Vedi ("BTR-EMS-AKG Folkkulturforum") var en politisk grupp i den sydindiska delstaten Kerala, en utbrytning ur Communist Party of India (Marxist). Gruppen leddes av den uteslutne CITU-ledaren (CITU är CPI(M):s fack) V.B. Cheriyan. Huruvida rörelsen ska betecknas som ett parti är oklart, men gruppen agerade på ett partipolitiskt sätt. Gruppen kan anses stå till vänster om CPI(M).
I valet till Lok Sabha 2004 hade BTR-EMS-AKG Janakeeya Samskarika Vedi bildat en front tillsammans med Communist Party of India (Marxist-Leninist) Red Flag. 
Valresultat för BTR-EMS-AKG Janakeeya Samskarika Vedis kandidater:
- Mukundapuram: D.R. Pisharodi 6020 röster (0,83%)
- Ernakulam: P.S. Gangadharan 6185 röster (0,94%)
- Moovattupuzha: Appukkuttan 2001 röster (0,27%)
- Mavelikara: R. Kavitha 897 röster (0,14%)
- Adoor: P.K. Ramanan 4603 röster (0,67%)
- Kollam: Viswavalsalan 4919 röster (0,7%)
- Chirayinkeezhu: Sreenivasa Das 1141 röster (0,17%)
- Thiruvananthapuram: Pratap Singh 617 röster (0,08%)

Gruppens namn anspelar på tre berömda CPI(M)-ledare, B.T. Ranadive, E.M.S. Nambodiripad och A.K. Gopalan.
2005 uppgick gruppen i Marxist Communist Party of India (United).